# Trofeo Tendicollo Universal 1959
Il Trofeo Tendicollo Universal 1959, seconda edizione della corsa, si svolse il 14 giugno 1959 su un percorso di 90,5 km disputati a cronometro. La vittoria fu appannaggio dell'italiano Ercole Baldini, che completò il percorso in 1h57'25", precedendo il francese Jacques Anquetil ed il connazionale Diego Ronchini. 
Sul traguardo di Villagrappa 10 ciclisti, su 11 partiti dalla medesima località, portarono a termine la competizione. L'unico corridore che non concluse la prova fu l'italiano Arnaldo Pambianco. 

## Ordine d'arrivo (Top 10)
| Pos. | Corridore            | Squadra                 | Tempo    |
| ---- | -------------------- | ----------------------- | -------- |
| 1    | Ercole Baldini       | Ignis                   | 1h57'25" |
| 2    | Jacques Anquetil     | Helyett-Fynsec          | a 1'00"  |
| 3    | Ernesto Bono         | San Pellegrino Sport    | a 1'27"  |
| 4    | Roger Rivière        | Saint-Raphaël-Géminiani | a 2'45"  |
| 5    | Fausto Coppi         | Tricofillina-Coppi      | a 2'57"  |
| 6    | Antonino Catalano    | Bianchi-Pirelli         | a 4'10"  |
| 7    | Diego Ronchini       | Bianchi-Pirelli         | a 4'15"  |
| 8    | Guido Carlesi        | Molteni                 | a 6'41"  |
| 9    | Martin Van Geneugden | Ghigi                   | s.t.     |
| 10   | Tristano Tinarelli   | Torpado                 | s.t.     |